# Агиография
Агиогра́фия (от др.-греч. ἅγιος «святой» и γράφω «пишу») — богословская дисциплина, изучающая жития́ святых, богословские и историко-церковные аспекты святости. Жития святых могут изучаться с историко-богословской, исторической, социально-культурной и литературной точек зрения. 
С историко-богословской точки зрения жития святых изучаются как источник для реконструкции богословских воззрений эпохи создания жития, его автора и редакторов, их представлений о святости, спасении, обо́жении и т. д. 
В историческом плане, жития, при соответствующей историко-филологической критике, выступают как источник по истории церкви, равно как и по гражданской истории. 
В социально-культурном аспекте жития дают возможность реконструировать характер духовности, социальные параметры религиозной жизни, религиозно-культурные представления общества. 
Жития, наконец, составляют едва ли не самую обширную часть христианской литературы, со своими закономерностями развития, эволюцией структурных и содержательных параметров и т. д., и в этом плане являются предметом литературно-филологического рассмотрения.

## Структура
Изучение житий святых выступает как основа всех прочих типов исследований. Жития пишутся по определённым литературным канонам, характерным для разных христианских традиций. Например, в таком агиографическом жанре, как «похвала святому», соединяющем в себе характеристики жития и проповеди, выделяется достаточно чёткая композиционная структура (введение, основная часть и эпилог) и тематическая схема основной части (происхождение святого, рождение и воспитание, деяния и чудеса, праведная кончина, сравнение с другими подвижниками).
Агиографической литературе свойственны многочисленные стандартные мотивы: например, рождение святого от благочестивых родителей, равнодушие к детским играм и т. п. Подобные мотивы выделяются в агиографических произведениях разных типов и разных эпох. Так, в актах мучеников, начиная с древнейших образцов этого жанра, приводится обычно молитва мученика перед кончиной и рассказывается о видении Христа или Царствия Небесного, открывающегося подвижнику во время его страданий. Эти стандартные мотивы обусловлены не только ориентацией одних произведений на другие, но и христоцентричностью самого феномена мученичества: мученик повторяет победу Христа над смертью, свидетельствует о Христе и входит в Царство Небесное. Эта богословская канва мученичества естественно отражается и в структурных характеристиках мученических актов.

## Стиль

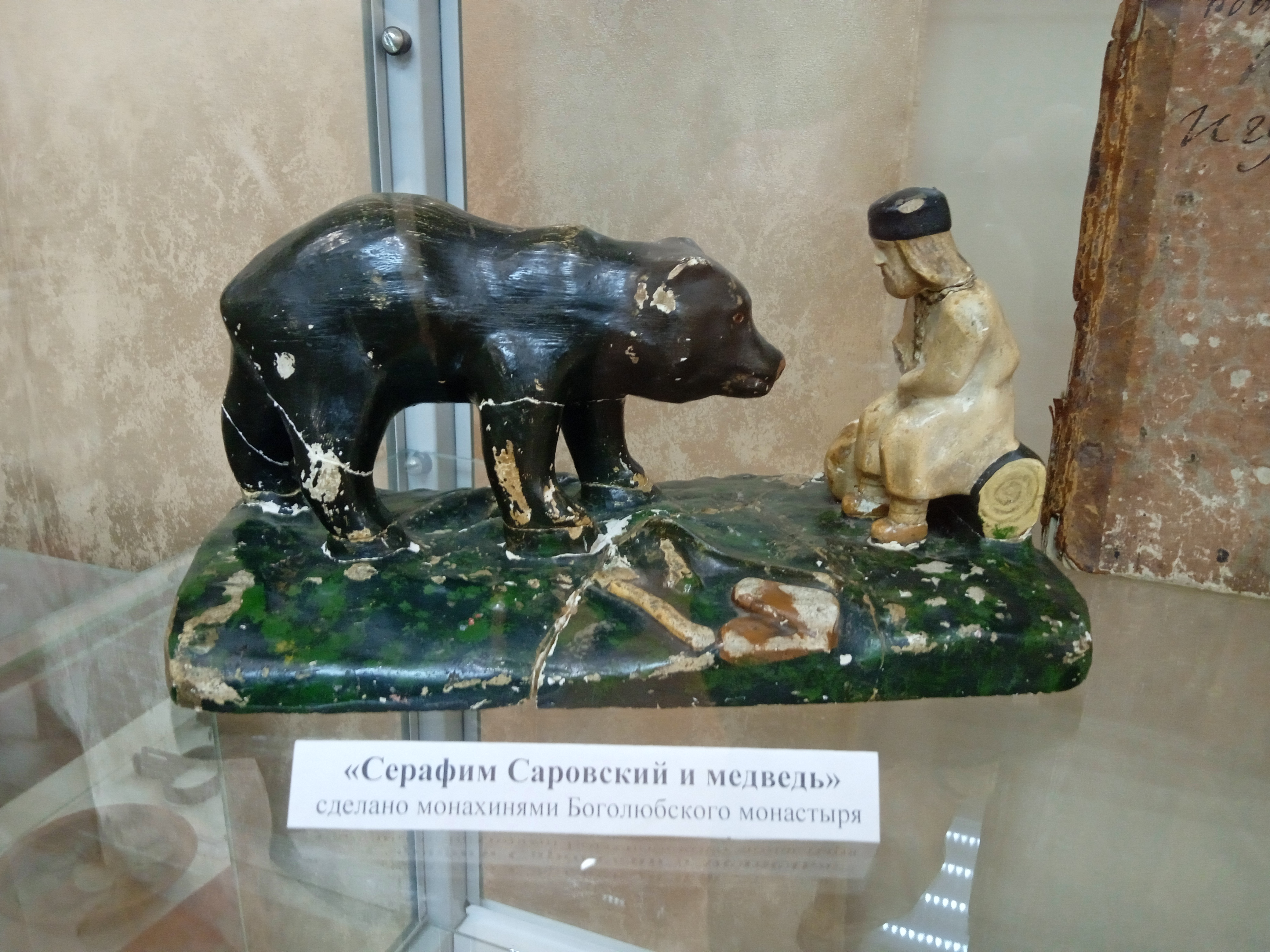
Серафим Саровский и медведь, сделано монахинями Боголюбского монастыря

Житие святого — это не столько описание его жизни (биография), сколько описание его пути к спасению. Поэтому набор стандартных мотивов отражает прежде всего не литературные приёмы построения биографии, а динамику спасения, того пути в Царство Небесное, который проложен данным святым. Житие абстрагирует эту схему спасения, и поэтому само описание жизни делается обобщённо-типическим. Сам способ описания пути к спасению может быть различным, и как раз в выборе этого способа более всего различаются восточная и западная агиографические традиции. Западные жития обычно написаны в динамической перспективе, автор как бы прослеживает из своей позиции, из земного бытия, по какой дороге прошёл святой от этого земного бытия к Царствию Небесному. Для восточной традиции более характерна обратная перспектива, перспектива святого, уже достигшего Небесного Царства и от вышних озирающего свой путь к нему. Эта перспектива способствует развитию витийственного, украшенного стиля житий, в которых риторическая насыщенность призвана соответствовать неумопостигаемой высоте взгляда из Царствия Небесного (таковы, например, жития Симеона Метафраста, а в русской традиции — Пахомия Серба и Епифания Премудрого). При этом особенности западной и восточной агиографической традиции очевидным образом соотносятся с характерными чертами западной и восточной иконографии святых: сюжетности западной иконографии, раскрывающей путь святых к Богу, противопоставлена статичность иконографии византийской, изображающей, прежде всего, святого в его прославленном, небесном состоянии. Таким образом, характер агиографической литературы непосредственно соотнесён со всей системой религиозных воззрений, различиями религиозно-мистического опыта и т. д. Агиография как дисциплина и изучает весь этот комплекс религиозных, культурных и собственно литературных явлений.